# جيسيكا فيليبس
جيسيكا فيليبس (بالإنجليزية: Jessica Phillips)‏ هي دراجة أمريكية، ولدت في 22 مايو 1978 في أسبن في الولايات المتحدة.

## وصلات خارجية
- جيسيكا فيليبس على موقع الاتحاد الدولي للدراجات (الإنجليزية)
- جيسيكا فيليبس على موقع أرشيف الدراجات (الإنجليزية)
- جيسيكا فيليبس على موقع إحصائيات الدراجات الإحترافية (الإنجليزية)
- جيسيكا فيليبس على موقع نسبة الدراجات (الإنجليزية)